# Sotina
Sotina (Hongaars: Hegyszoros, Duits: Stadelberg) is een plaats in Slovenië en maakt deel uit van de gemeente Rogašovci in de NUTS-3-regio Pomurska. De plaats telde 320 inwoners op 1 januari 2020.